# Чжэнъицы
Театр Чжэнъицы (кит. трад. 正乙祠戲樓, упр. 正乙祠戏楼, пиньинь zhèngyǐcí xìlóu) — старейший деревянный театр в Пекине, является одной из наиболее известных сцен пекинской оперы. Расположен в районе Сичэн.

## История
Здание театра было перестроено чжэцзянским банкиром из Шаосина в 1667 году из храма постройки времён династии Мин для организации гостиницы, в которой могли бы останавливаться коммерсанты из Нинбо. В 1712 году оно было переделано в театр и работало в таком качестве до образования КНР, после чего какое-то время здесь размещалась гостиница. В 1992—1995 годы здание было отреставрировано, и здесь снова открылся театр, который работает и по сей день.
Название театр получил от части титула бога Чжао Гунмина (кит. 赵公明), покровительствующего коммерсантам, — «Чжэнъи».
Особую популярность театр получил после возникновения пекинской оперы, в XIX веке на его сцене выступали такие знаменитые зачинатели жанра, как Чэн Чангэн и Тань Синьпэй, в XX веке — Мэй Ланьфан, Ван Яоцин, Мэй Баоцзю и Тань Юаньшоу.

## Интерьер
Театр, как и большинство построенных во времена династии Цин, представляет собой двухэтажное деревянное здание: на первом этаже расположены обычные места для зрителей, второй этаж представляет собой ложи. Также над сценой расположено специальное отверстие, через которое реквизит и декорации можно поднять в расположенную на втором этаже кладовку. Фасад театра обращён на север.
На сегодняшний день общая площадь помещений театра составляет 1000 м²; из них более ста приходятся на партер. В театре может разместиться более двухсот зрителей. В отличие от классической обстановки, в которой зрители сидят на стульях за столами, в Чжэнъицы установлены современные чёрные диваны. Традиционно во время представления зрителям подают также чай.

## Репертуар
В качестве постоянной основы репертуара каждые субботу и воскресенье с 20 часов идёт представление «Лучшее из опер Мэй Ланьфана» (кит. упр. 梅兰芳华, пиньинь Méi Lánfāng huá, палл. Мэй Ланьфан хуа), в котором собраны отрывки из таких опер, как «Сопротивление войскам Цзинь» (кит. 抗金兵), «Захмелевшая наложница Ян Гуйфэй», «Дух реки Ло», «Му Гуйин принимает командование», «Прощай, моя наложница» и «Небесная фея разбрасывает цветы».
Также на сцене театра ставятся современные экспериментальные пьесы.